# Scream 4
Scream 4 és la quarta pel·lícula de la saga Scream i es va estrenar l'abril del 2011. Va ser dirigida per Wes Craven i escrita per Kevin Williamson i una part per Ehren Krüeger. Ha estat doblada al català.
Scream 3 estava pensada per ser l'última de la saga. El 2010, Craven va anunciar la possible continuació. Després de revelar que ell ja havia llegit el guió i el rodatge ja havia acabat, es va confirmar la participació de nous actors com Hayden Panettiere, Emma Roberts, Marielle Jaffe, Nico Tortorella, Aimee Teegarden... entre d'altres.
El 15 d'abril de 2011 es va estrenar la pel·lícula als Estats Units, i cinc dies després, el 20 d'abril, es va estrenar a Espanya i altres llocs.

## Argument
Després de la mort de dos joves, Sidney torna al seu poble natal per promocionar el seu llibre "Out of Darkness" amb la seva publicista. Però l'assassí que l'havia estat acusant 10 anys abans, torna a fer de les seves mentre prepara la mort de Sidney.

## Resum de la pel·lícula
La pel·lícula comença amb la mort de dues noies que resulten ser dues noies de la pel·lícula "Stab 6", pel·lícula la qual l'estan mirant dues noies més fins que una d'elles mata a l'altra, i aquestes també resulten ser personatges de "Stab 7", i finalment moren dues noies que estaven mirant aquesta pel·lícula.
L'endemà, Sidney torna al seu poble mentre ens presenten a Kirby, Jill i Olivia. La policia investiga la mort de les dues noies del principi, mentre Jill i Olivia declaren haver rebut amenaces per part del mòbil de les noies assassinades i les porten a la policia.
Allà, Jill es troba amb Sidney, la seva cosina, la qual al final es queda a dormir a casa la Jill i la seva tieta Kate. Però aquella nit mor Olivia i Jill i Sidney són atacades per Ghostface.
Sidney acomiada a la seva publicista Rebecca, la qual és assassinada al pàrquing i és llançada a una camioneta d'ambulància davant de la policia i la premsa. Sidney és convidada al club de cinema de l'institut de Jill i els nois encarregats del club, Robbie i Charlie, anuncien "Stab-a-thon", una marató de les pel·lícules "Stab".
Allà s'hi presenta Gale, on és atacada per Ghostface. Jill s'ha escapat de casa seva per anar a casa la Kirby, mentre dos policies i la seva mare Kate, són assassinats.
Al final, Robbie és assassinat i Sidney, Jill i Kirby són atacades. Kirby es troba a Charlie lligat a una cadira i l'assassí la fa jugar a un trivial del cinema de terror. Però Kirby, al salvar a Charlie, és apunyalada per ell el qual resulta ser l'assassí amb Jill, la qual el traeix i el mata i intenta matar a Sidney tot per ser la nova supervivent. Jill es fa rascades per no aixecar sospites i se'n va a l'hospital. Però allà intenta atacar a Sidney després d'adonar-se que la protagonista no ha mort, i ataca a Gale, Dewey i Judy, una policia, però Jill és disparada al cor i electrocutada per Sidney. I acaba la pel·lícula amb Gale, Sidney, Dewey i Judy com a supervivents.

## Repartiment
| - Neve Campbell: Sidney Prescott - David Arquette: Dewey Riley - Courteney Cox: Gale Weathers - Hayden Panettiere: Kirby Reed - Emma Roberts: Jill Roberts - Anthony Anderson: Anthony Perkins - Alison Brie: Rebecca Walters - Adam Brody: Ross Hoss - Rory Culkin: Charlie Walker - Marielle Jaffe: Olivia Morris - Erik Knudsen: Robbie Mercer | - Mary McDonnell: Kate Roberts - Marley Shelton: Judy Hicks - Nico Tortorella: Trevor Sheldon - Anna Paquin: Rachel - Kristen Bell: Chloe - Lucy Hale: Sherrie - Shenae Grimes: Trudie - Britt Robertson: Marnie Cooper - Aimee Teegarden: Jenny Randall - Roger L. Jackson: Ghostface (veu) - Matthew Lillard: noi al Stab-a-Thon (cameo) |

## Recaptació
El primer cap de setmana, Scream 4 va recaptar en total uns pobres 19 milions. Però faltaven encara països per estrenar, però va seguir sent un desastre. Deu dies després de l'estrena, es va anunciar que la pel·lícula portava uns 70 milions en total de tot el món. Però els fans es van decebre molt en veure les dades, encara que les crítiques la van posicionar molt bé i com la millor de la saga després de la primera part.